# Ricky Stanicky
A Ricky Stanicky 2024-ben bemutatott amerikai filmvígjáték, melyet Peter Farrelly rendezett. A főbb szerepekben Zac Efron, Jermaine Fowler, Andrew Santino, Lex Scott Davis, Anja Savcic, Jeff Ross, William H. Macy és John Cena látható.
Az Amazon MGM Studios az Egyesült Államokban 2024. március 7-én jelentette meg az Amazon Prime Video streaming-szolgáltatásán keresztül.

## Cselekmény
Dean, JT és Wes három régi barát. Minden hibájukra és különböző szabadidős tevékenységükre Ricky Stanicky nevű barátjukat használják fel ürügyként feleségeik előtt. Például azzal, hogy úgy tesznek, mintha Ricky beteg lenne, és nekik kell gondoskodniuk róla. Ricky azonban valójában nem létezik.
A trükk évekig működik, mígnem egy nap a nők találkozni akarnak Rickyvel. Kétségbeesésükben felbérelik Rod színészt, aki elvállalja Ricky Stanicky szerepét. A férfi azonban nem elég ambiciózus ahhoz, hogy valóban méltó legyen a szerephez.

## Szereplők
| Szerep                        | Színész          | Magyar hang        |
| ----------------------------- | ---------------- | ------------------ |
| Dean                          | Zac Efron        | Markovics Tamás    |
| Wes                           | Jermaine Fowler  | Szabó Máté         |
| JT                            | Andrew Santino   | Czető Roland       |
| Erin                          | Lex Scott Davis  | Bogdányi Titanilla |
| Susan                         | Anja Savcic      | Nagy Katica        |
| Summerhayes                   | William H. Macy  | Harsányi Gábor     |
| Greenberg rabbi               | Jeff Ross        | Holl Nándor        |
| Kőkemény Rod / Ricky Stanicky | John Cena        | Bognár Tamás       |
| Big Ben                       | Nathan Jones     |                    |
| Leona                         | Heather Mitchell | Kiss Erika         |
| Carly                         | Apple Farrelly   | Szabó Zselyke      |
| Keith                         | Daniel Monks     | Bergendi Áron      |
| Miriam Summerhayes            | Jane Badler      | Rostás Ábel        |
| Mrs. Levine                   | Debra Lawrance   | Zsurzs Kati        |
| Mimi Jacobs                   | Marta Kaczmarek  | Farkas Zita        |

## Fordítás
- Ez a szócikk részben vagy egészben  a   Ricky Stanicky című angol Wikipédia-szócikk fordításán alapul.  Az eredeti cikk szerkesztőit annak laptörténete sorolja fel. Ez a jelzés csupán a megfogalmazás eredetét és a szerzői jogokat jelzi, nem szolgál a cikkben szereplő információk forrásmegjelöléseként.